# Crostó

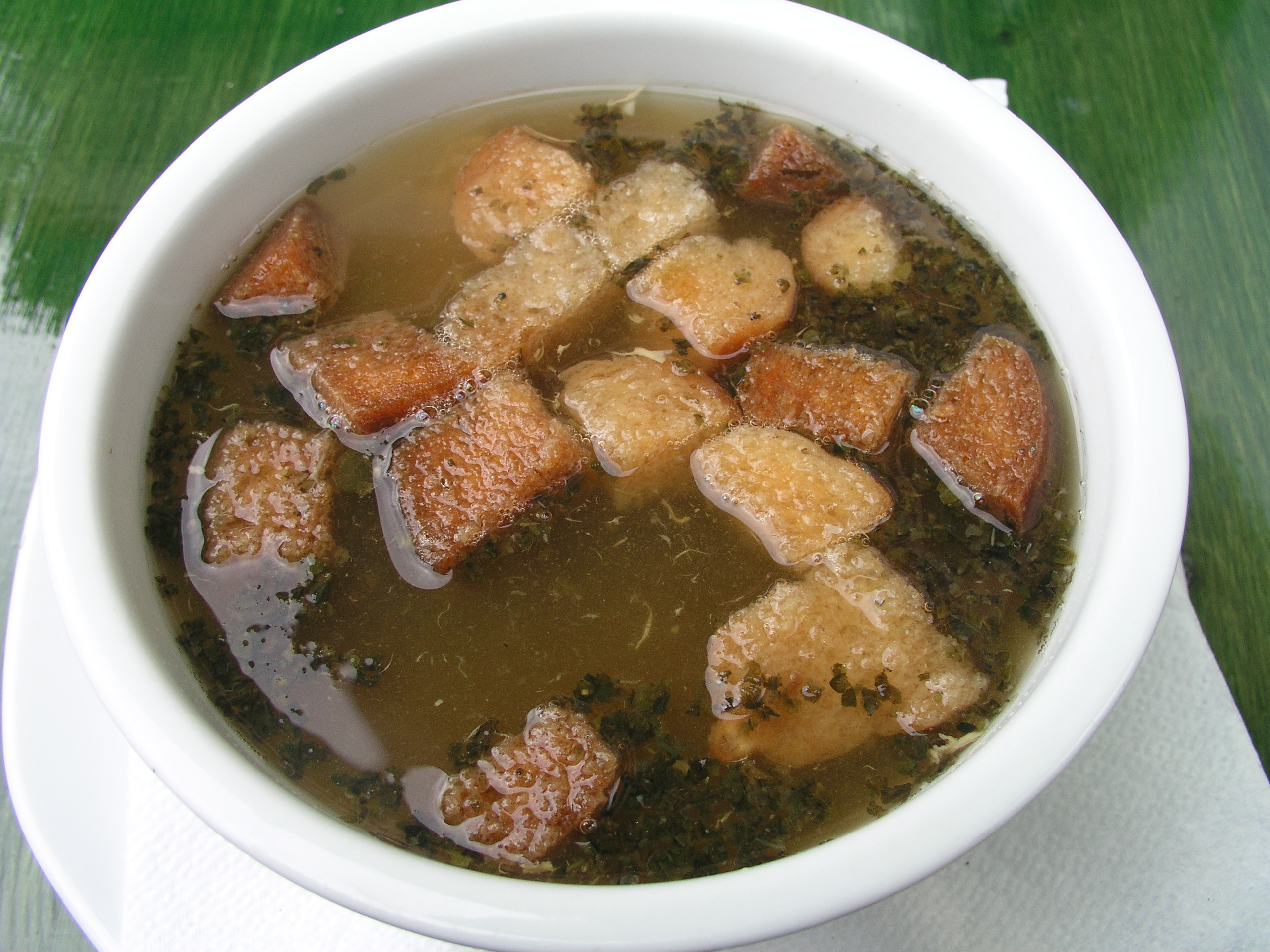
Sopa amb crostons

Els crostons són trossos petits de pa fregit i cruixent. Es fan servir per acompanyar sopes, purés i el gaspatxo. També es poden utilitzar per fer amanides, com l'amanida Cèsar.

## Preparació
Els crostons es preparen normalment amb pa sec. Es tallen en forma de dau, es fregeixen amb oli i es deixen a escórrer bé. De vegades es condimenten amb all i herbes.
És millor no deixar passar massa estona abans de consumir els crostons. Es poden conservar en un pot de llauna hermètic durant un temps perquè romanguin cruixents.
Al comerç es poden trobar crostons ja preparats. Algunes varietats es fan cuinades al forn en lloc de fregides per fer-les més lleugeres.

## Ús de la paraula
La paraula "crostó" es fa servir en alguns llocs per designar la punta d'una barra de pa o baguette.